# Filip Bergmark
Filip Bergmark, född 29 april 1995 i Örebro län, Sverige, är en svensk professionell ishockeyspelare. Bergmark har tidigare spelat för bland annat Örebro HK och IK Oskarshamn. Från säsongen 2016/2017 spelar Bergmark för Lindlövens IF.